# Kecamatan Batang-Batang
Kecamatan Batang-Batang är ett distrikt i Indonesien.   Det ligger i provinsen Jawa Timur, i den västra delen av landet, 800 km öster om huvudstaden Jakarta. Kecamatan Batang-Batang ligger på ön Madura.